# Budy (województwo lubelskie)
Budy (dawniej Budy Dzierążeńskie) – wieś w Polsce położona w województwie lubelskim, w powiecie tomaszowskim, w gminie Krynice.
W latach 1975–1998 miejscowość administracyjnie należała do województwa zamojskiego.
Wieś jest sołectwem w gminie Krynice. Według Narodowego Spisu Powszechnego z roku 2011 wieś liczyła 191 mieszkańców.
Wierni Kościoła rzymskokatolickiego należą do parafii Wniebowzięcia Najświętszej Maryi Panny w Dzierążni.

## Części wsi
| SIMC   | Nazwa       | Rodzaj    |
| ------ | ----------- | --------- |
| 891708 | Klinkiernia | część wsi |

## Położenie
Wieś usytuowana jest na zbiegu drogi krajowej nr 17 z drogą powiatową nr 48565 prowadzącą do Wożuczyna. Kilkanaście kilometrów na południe od Bud Dzierążyńskich znajduje się Tomaszów Lubelski. W miejscowości są dwa zakłady przemysłowe – klinkiernia z 1910 roku (miejsce walk polsko-niemieckich w 1939) oraz cegielnia. Znajduje się tutaj również stacja benzynowa. Miejscowa ludność zajmuje się głównie rolnictwem. Do końca XX wieku czynnie działali również pszczelarze. Używali oni uli typu warszawskiego. We wsi znajduje się także jedna z niewielu drewnianych kuźni w okolicy, wybudowana w 1937 roku.

## Historia
Podczas II wojny światowej, 29 stycznia 1943 roku. niemiecka żandarmeria spacyfikowała Budy oraz sąsiednią Hutę Dzierążyńską, mordując 71 osób.  Zbrodni dokonano w odwecie za potyczkę z partyzantami Batalionów Chłopskich, która rozegrała się dwa dni wcześniej w pobliskiej Dzierążni.